# La Guerre des cartels 2
Série
La Guerre des cartels
(2013) La Guerre des cartels 3
(2023)
Pour plus de détails, voir Fiche technique et Distribution.
La Guerre des cartels 2 (掃毒2天地對決, Sǎo dú èr tiāndì duìjué) est un film d'action hongkongais écrit et réalisé par Herman Yau et sorti en 2019 à Hong Kong,. C'est la suite de La Guerre des cartels (2013) mais, malgré cela, il n'a rien à voir avec ce premier film, seul Louis Koo apparaît dans les deux mais dans des rôles différents à chaque fois,,,,,,.

## Synopsis
Sur le marché de la drogue de Hong Kong, le revendeur Jizo (Louis Koo) commence progressivement une collaboration avec certains seigneurs de la drogue mexicains de l’autre côté de la frontière. De son côté, Yu Shun-tin (Andy Lau), un ancien membre des triades devenu philanthrope et magnat de la finance, qui fut témoin de la consommation de drogue de son père pendant son enfance et dont le fils est mort du même fléau, abhorre la drogue qu'il considère comme le mal absolu. Par conséquent, il offre une prime de 100 millions HK$ pour éliminer le principal trafiquant de drogue de Hong Kong, ce qui provoque une agitation dans la société. Le surintendant principal Lam Ching-fung (Michael Miu) a l'intention d'arrêter Jizo, mais est maintenant responsable de sa protection à cause de la prime. Tout en se sentant impuissant, Lam est lui-même attiré par la prime offerte par Yu et est confronté à une lutte intérieur entre le bien et le mal. Une bataille finale éclate entre les deux magnats qui étaient autrefois des frères dans la même triade.

## Fiche technique
- Titre original : 掃毒2天地對決, Sǎo dú èr tiāndì duìjué
- Titre français : La Guerre des cartels 2
- Titre international : The White Storm 2 - Drug Lords
- Réalisation : Herman Yau
- Scénario : Li Min
- Production : Andy Lau
- Société de production : Universe Entertainment, Sil-Metropole Organisation, Guangdong Sublime Media, Focus Group Holdings Limited, Sun Entertainment Culture, Yinming Culture Communication, Hero Films, Dadi Film, HG Entertainment et Beijing Jinyi Jiayi Film Distribution
- Société de distribution : Universe Films Distribution et Gala Film Distribution
- Pays d'origine :  Hong Kong
- Langue originale : cantonais et mandarin
- Format : couleur
- Genre : Action et film de gangsters
- Dates de sortie :
  -  Singapour : 11 juillet 2019
  -  Chine et  États-Unis : 12 juillet 2019
  -  Hong Kong : 16 juillet 2019

## Distribution
- Andy Lau : Yu Shun-tin
- Louis Koo : Fung Chun-kwok
- Michael Miu : Lam Ching-fung
- Karena Lam : Chow Man-fung, la femme de Yu Shun-tin
- Kent Cheng : Yu Nam (participation amicale)
- Gordon Lam (participation amicale)
- Cherrie Ying : Sœur Ca (participation amicale)
- Chrissie Chau (en) : Chan Ching-mei (participation amicale)
- Cheung Kwok-keung : Ming, le bras droit de Yu Shun-tin
- Carlos Chan : un homme de main de Lam Ching-fung
- Michelle Wai (en) : une femme de main de Lam Ching-fung
- Jun Kung (en) : Cho Tai, un trafiquant de drogue qui s'allie avec Jizo
- MC Jin : Cho Ping, le petit frère de Cho Tsi
- Jimmy Au : Cheung, un homme de Yu Shun-tin
- Jerome Cheung : Dicky
- Philippe Joly
- Faith Lee

## Production

### Développement
Le 15 mars 2018, Universe Entertainment annonce que la suite de La Guerre des cartels (2013) commencera à être tourné en été et dévoile une première affiche de film, tout en faisant la même chose pour la suite de Shock Wave (2017). La suite du premier, intitulée La Guerre des cartels 2, n'aura que le thème en commun avec lui et présentera une toute nouvelle histoire avec toujours Louis Koo mais dans un rôle différent. Andy Lau, qui produit et joue dans Shock Wave, rejoint la distribution et tient le rôle de producteur du film, recevant un salaire annoncé de 40 millions HK$,, tandis que Herman Yau, le réalisateur de Shock Wave, remplacera Benny Chan au poste de réalisateur. Selon Universe Entertainment, le tournage de La Guerre des cartels 2 aura lieu à Hong Kong et aux Philippines, tandis que le budget augmentera par rapport au budget du premier film de 16 à 25 millions US$ pour les scènes d'action,. Une semaine plus tard, le film est promu au marché international du film et de la télévision de Hong Kong (Filmart), qui se déroule du 19 au 22 mars 2018.

### Tournage
Le tournage principal de La Guerre des cartels 2 débute le 23 juin 2018 à Hong Kong. Des photos de la production mettant en vedette les acteurs Lau et Koo, ainsi que divers membres de l'équipe sont publiées,
Le 17 juillet 2018, vers 20 heures, le tournage d'une scène d'action impliquant une bagarre et une poursuite en voiture a lieu à Fenwick Pier (en), où sont présents les membres de la distribution, Lau et Carlos Chan. Le tournage de cette scène dure jusqu'au petit matin le lendemain.
Le 22 juillet 2018, le film tient sa première conférence de presse sous la forme d'une cérémonie d'un simulacre de collecte de drogue à la station Central au terminal de croisière de Kai Tak (en) dont la construction a pris plus de cinq mois et a coûté plus de 10 millions HK$. Le réalisateur Yau assiste à la promotion avec les membres de la distribution Lau, Koo, Michael Miu, Cherrie Ying, Chrissie Chau (en), Michelle Wai (en) et Cheung Kwok-keung. Durant l’événement, Lau et Koo sont conduits au poste de police de la station dans une voiture de police, tandis que Miu, qui joue un surintendant principal, dirige une opération anti-drogue dans le décor. Le réalisateur Yau et les acteurs ont ensuite balayé la cocaïne par terre,.
Alors que le tournage touche à sa fin, une cérémonie de clôture de la production du film a lieu le 31 août 2018 à l'hôtel Marco Polo Hongkong de Tsim Sha Tsui en présence du réalisateur Yau et des membres de la distribution, Lau, Koo, Miu, Lam , Cheung, Kent Cheng et Jimmy Au,,.
Le tournage de La Guerre des cartels 2 se termine officiellement le 12 septembre 2018 après le tournage de sa dernière scène à la station de métro de Central en présence de Lau, Miu et du réalisateur Yau,.

## Sortie
Le 18 mars 2019, une conférence de presse sur le film, à laquelle participe les acteurs et l'équipe de tournage, s'est tenue sur le marché international du film et de la télévision de Hong Kong (FILMART), où a également été dévoilé la première bande-annonce et une nouvelle affiche avec la date de sortie pour juillet 2019.
Le 29 mai 2019, Universe Entertainment publie un deuxième trailer, affichant une date de sortie au cinéma pour le 16 juillet 2019.

## Prix
- Hong Kong Film Awards 2020 : meilleurs effets visuels[18]